# تا ابد برافراشته باد
تا ابد برافراشته باد (انگلیسی: Long May It Wave) یک فیلم کمدی صامت آمریکایی است که در سال ۱۹۱۴ منتشر شد. از بازیگران آن می‌توان به ریموند مک‌کی، می هاتلی و اولیور هاردی اشاره کرد.

## خلاصه داستان
پت مک‌کارتی زن سخت‌گیر و تندخویی به نام نورا دارد که وقتی پت زغال را به خانه نمی‌آورد، یک لگن ظرف را به سمتش پرتاب می‌کند. برای آشتی، پت دو بلیط برای تماشای یک نمایشنامهٔ پرزرق و برق به نام «پرچمی که دوستش داریم» می‌خرد. در این نمایش، چند شخصیت مختلف با تکان دادن پرچم آمریکا از سرنوشت‌های بد نجات پیدا می‌کنند. اول، یک ژنرال شرور تلاش می‌کند قهرمان داستان را با زور بگیرد، اما وقتی قهرمانانه پرچم را تکان می‌دهد، ژنرال دست از کار می‌کشد. سپس معشوقهٔ قهرمان محکوم به اعدام می‌شود، اما قهرمانانه به موقع با پرچم می‌رسد و اعدام را متوقف می‌کند. در پایان، ژنرال قهرمان را به جرم خیانت به نزد پادشاه می‌برد، اما سه تفنگدار که پرچم را تکان می‌دهند، برای محافظت از آنها ظاهر می‌شوند. پت که از این داستان تاثیر می‌گیرد، قبل از بازگشت به خانه برای محافظت در برابر نورا، یک پرچم آمریکا (و همچنین یک پرچم ایرلندی برای اطمینان) می‌خرد. در ابتدا این ترفند جواب می‌دهد، اما وقتی نورا به او نوشیدنی تعارف می‌کند، پت پرچم‌ها را کنار می‌گذارد و در همین لحظه نورا او را می‌گیرد و روی اجاق داغ می‌نشاند تا پشیمان شود.